# Тихий Дон (балет)
«Тихий Дон» — балет по одноименному роману М. А. Шолохова. Композитор — Леонид Павлович Клиничев. Первая постановка балета была осуществлена 26 декабря 1987 года в Ленинграде в Малом оперном театре.

## История
Композитор Леонид Павлович Клиничев работал над музыкой к балету около 20 лет. Для накопления музыкального материала для балета Клиничев  в 60-70-х годах XX века принимал участие в фольклорных экспедициях. Музыка к балету возникала с накоплением творческого материала донских экспедиций. В первой картине балета используются начальные попевки свадебной песни «Ты воспой в саду, соловейко»
Из интонация свадебной песни «Ты Егорушка, Егор» родилась главная тема второй картины балета «Свадьба». Плясовая песня «Казаки в Польше» была использована в четвёртой картине балета в номере «Бой с австрийцами». В сцене строевой подготовки казаков используется мелодия гимна «Боже царя храни».
Известны две редакции партитуры балета — трехактная авторская и двухактная, подготовленная Н. Боярчиковым для постановки в Ленинграде.

## Постановка
Балет «Тихий Дон» поставлен на музыку Леонида Павловича Клиничева.
Постановка осуществлена 26 декабря 1987 года в Ленинграде в Малом оперном театре. Балетмейстер — Николай Боярчиков. Дирижёр — Вадим Петрович Афанасьев. Художник — Р. Иванов.